# Vladimír Budinský
Vladimír Budinský (* 25. listopadu 1959, Kralovice) je český inženýr a politik, v 90. letech 20. století poslanec České národní rady a Poslanecké sněmovny za Občanské fórum, později za ODS, a ministr dopravy České republiky.

## Životopis
Studoval na ČVUT v Praze. V letech 1984–1987 pracoval jako projektant Agrostavu v Žatci, 1987–1990 byl technikem údržby elektrárny v Počeradech, od 1990 soukromý projektant topných a větracích zařízení. Má dvě dcery a jednoho syna
Po sametové revoluci se zapojil do politiky, nejprve regionálně v Lounech, kde dosud žije. Ve volbách v roce 1990 byl jako kandidát Občanského fóra zvolen do České národní rady. Později přestoupil do nově utvořené ODS. Ve volbách v roce 1992 byl za ODS zvolen do České národní rady (volební obvod Severočeský kraj). Zasedal v hospodářském výboru.
Od vzniku samostatné České republiky v lednu 1993 byla ČNR transformována na Poslaneckou sněmovnu Parlamentu České republiky. V letech 1992-1995 byl předsedou hospodářského výboru sněmovny. Mandát obhájil ve volbách v roce 1996 a ve sněmovně setrval do konce funkčního období v roce 1998.
V 90. letech zastával i vládní post. V období od 10. října 1995 do 4. července 1996 byl ministrem dopravy ČR v první vládě Václava Klause. Na post ministra usedl v době stávkové pohotovosti v podniku České dráhy a jeho nominace byla považována za snahu vlády vyřešit napjatou situaci. Od června 1995 již působil jako člen správní rady Českých drah. Souběžně s tím působil například jako člen představenstva vrchlabského podniku KABLO ELEKTRO, a.s. od června 1994 do srpna 1996. Od podzimu 1996 do září 1997 byl předsedou antibyrokratické komise předsedy vlády ČR.
Angažoval se rovněž v komunální politice. V komunálních volbách roku 1994 byl zvolen za ODS do zastupitelstva města Louny, ze zastupitelstva odstoupil po jmenovaní ministrem na podzim 1996, do zastupitelstva města Louny byl zvolen v letech 2006 a 2010.
V sněmovních volbách v roce 1998 již nekandidoval. Od září 1998 do května 2000 působil jako stínový ministr průmyslu a obchodu ODS. Členství v ODS ukončil v roce 2014.
V následném období působil v soukromém sektoru na vedoucích postech:
- 1998 - 1999 - Metrostav Zástupce ředitele pro strategii
- 2000 - MBA - Masarykův ústav vyšších studií a Sheffield Hallam University
- 2000 - 2001 - Logica - Personální ředitel a ředitel pro strategické zákazníky
- 2002 - 2004 - TK Development - Zástupce Generálního ředitele
- 2004 - 2005 - LogicaCMG - Personální ředitel
- 2004 - 2014 - Člen dozorčí rady - Česká pošta
- 2005 - 2006 - PPF - Ředitel HR strategie
- 2006 - 2015 - Severočeské doly Chomutov - Ředitel strategie a komunikace.
- 2015 - 2017 - ČEZ Distribuce - Ředitel Úseku síťové služby - obsluha klienta distribuce
- 2017 - 2021 - EURACOAL Brusel - First Vice-President
- 2020 - 2024 - ZSDNP (Zaměstnavatelský svaz důlního a naftového průmyslu) - Prezident
- 2024 - dosud - ZSDNP člen představenstva - Zahraniční aktivity ZSDNP
- 2021 - 2023 EURACOAL - President
- 2023 - dosud EURACOAL - Senior Vice-President
- 2017 - dosud - United Nations Economic Committee for Europe - Group of Experts on Cleaner Electricity Systems - Vice-Chairman

Od roku 2019 je předsedou spolku KONEC UHLÍ - NOVÁ ENERGIE (dříve Společnost pro těžbu plynů a Spolek pro speciální těžbu plynů.